# Trần Văn Phán
Trần Văn Phán (1910-1942) là một nhà cách mạng Việt Nam. Ông từng giữ chức Ủy viên thường vụ Tỉnh ủy Bạc Liêu, là một trong những nhân vật quan trọng trong cuộc Khởi nghĩa Nam Kỳ năm 1940 tại Bạc Liêu.

## Thân thế cuộc đời
Ông sinh năm 1910 tại làng Tân Hưng, nay thuộc một phần huyện Cái Nước và một phần thành phố Cà Mau. Song thân ông là ông Trần Văn Đa và bà Tô Thị Còn, đều thuộc gia đình điền chủ giàu có. Ông là người con trai thứ 2 trong gia đình có năm người con (2 trai, 3 gái).
Là một gia đình điền chủ giàu có, cả gia đình ông lại có tinh thần dân tộc. Vì vậy, cả nhà đều sớm tham gia hoạt động cho Đảng Cộng sản Đông Dương chống lại chính quyền thực dân Pháp Từ thân phụ ông, Trần Văn Đa, đến 2 anh em ông, Trần Văn Độ và Trần Văn Phán. Ngoài ra, còn có các ông Trần Văn Hưng, Trần Văn Đại, Trần Văn Thời, là những người họ hàng, đều là những lãnh đạo cao cấp của Đảng Cộng sản Đông Dương tại vùng Cà Mau - Bạc Liêu.
Ngày 1 tháng 5 năm 1940, tại Hội nghị Tỉnh ủy ở Tắt Ông Do (nay là xã Đất Mới, huyện Năm Căn, tỉnh Cà Mau), ông Tạ Uyên, Bí thư Xứ ủy Nam Kỳ và ông Phạm Hồng Thám, Ủy viên Thường vụ Liên tỉnh ủy, đồng chủ trì; ông Trần Văn Thời được bầu làm Bí thư Tỉnh ủy. Các ông Trần Văn Phán, Quách Văn Phẩm làm Ủy viên thường vụ.
Để chuẩn bị cho Khởi nghĩa Nam kỳ, ông được tổ chức phân công trực tiếp chỉ đạo khu vực III (vùng thị xã Bạc Liêu và các quận Giá Rai, Vĩnh Lợi, Vĩnh Châu), dự kiến đồng khởi nghĩa ngày 13 tháng 12 năm 1940. Tuy nhiên, đến chiều ngày 12 tháng 12 năm 1940, Bí thư Tỉnh ủy Trần Văn Thời đề nghị hoãn lại cuộc khởi nghĩa. Ông lập tức chỉ thị cho các cơ sở ngừng khởi nghĩa, phân tán lực lượng, không được bạo động.
Tuy nhiên, do ảnh hưởng của khởi nghĩa Hòn Khoai, chính quyền thực dân Pháp đàn áp mãnh liệt. Các chi bộ Cộng sản trong vùng Cà Mau - Bạc Liêu hầu như tan rã. Riêng ông phải phải sông bí mật, liên tục lẩn tránh sự truy lùng của mật thám. Mãi đến đầu năm 1941, theo sự chỉ đạo của Xứ ủy Nam kỳ, Tỉnh ủy Bạc Liêu được lập trở lại, chuẩn bị cho cuộc khởi nghĩa lần thứ hai. Giữa năm 1941, ông được điều qua làm Ủy viên Thường vụ Tỉnh ủy Cần Thơ. Tuy nhiên, ngày 1 tháng 5 năm 1941, ông bị mật thám Pháp bắt được cùng với một số đồng chí của mình.
Sau khi bị bắt, ông bị tòa án chính quyền thực dân Pháp tuyên án khổ sai, đày ra Côn Đảo. Ông qua đời tại đây tháng 4 năm 1942.

## Vinh danh
Sau Cách mạng tháng 8, chính quyền Việt Nam Dân chủ Cộng hòa đã lấy tên ông đặt cho một đơn vị hành chính cấp xã ở Cà Mau. Sau năm 1976, xã này được xác lập hành chính chính thức và nhiều lần thay đổi địa giới để hình thành xã Trần Phán như ngày nay.
Thân mẫu của ông, bà Tô Thị Còn, qua đời năm 1944. Về sau, nhà nước Việt Nam đã truy tặng cho bàn danh hiệu Bà mẹ Việt Nam anh hùng do có chồng và hai con trai được công nhận là liệt sĩ.